# Kanton Kirchheim
Der Kanton Kirchheim (auch Kirchheim-Boland, Kirchheimbolanden und andere Schreibweisen; franz.: Canton de Kirchheim) war eine von zehn Verwaltungseinheiten, in die sich das Arrondissement Mainz (franz.: Arrondissement de Mayence) im Departement Donnersberg (franz.: Département du Mont-Tonnerre) gliederte. 

## Geografische Lage
Das Verwaltungsgebiet des Kantons Kirchheim lag annähernd vollständig im heutigen Donnersbergkreis in Rheinland-Pfalz. Hauptort (chef-lieu) und Verwaltungssitz war die heutige Stadt Kirchheimbolanden.

## Geschichte
Der Kanton war Teil der Französischen Republik (1798–1804) und des Napoleonischen Kaiserreichs (1804–1814). 1816 fiel er als einziger Kanton des Arrondissements an Bayern und kam zur Bayerischen Pfalz, während alle anderen Kantone des Arrondissements den Kernbestand der Provinz Rheinhessen des Großherzogtums Hessen bildeten. Im Königreich Bayern wurden die Kantone, teilweise mit geändertem Gebietsstand, zunächst beibehalten und waren Teile der Verwaltungsstruktur bis 1852.

## Gemeinden und Mairies
Nach amtlichen Tabellen aus den Jahren 1798, 1809 und 1811 gehörten zum Kanton Kirchheim folgende Gemeinden, die verwaltungsmäßig Mairies zugeteilt waren (Ortsnamen in der damaligen Schreibweise); die Einwohnerzahlen (Spalte „EW 1815“) sind einer Statistik von 1815 entnommen; die Spalte „Territorium vor 1792“ nennt die landesherrliche Zugehörigkeit vor der französischen Inbesitznahme.
Der Kanton Kirchheim gliederte sich in 22 Gemeinden:
| Gemeinde        | Mairie          | EW 1815 | Territorium vor 1792       | heute              | LK  |
| --------------- | --------------- | ------- | -------------------------- | ------------------ | --- |
| Albisheim       | Albisheim       | 685     | Nassau-Weilburg, Kirchheim | Albisheim (Pfrimm) | KIB |
| Bennhausen      | Dannenfels      | 102     | Nassau-Weilburg, Kirchheim | Bennhausen         | KIB |
| Bischheim       | Kirchheimboland | 406     | Nassau-Weilburg, Kirchheim | Bischheim          | KIB |
| Bolanden        | Bolanden        | 533     | Nassau-Weilburg, Kirchheim | Bolanden           | KIB |
| Dannenfels      | Dannenfels      | 114     | Nassau-Weilburg, Kirchheim | Dannenfels         | KIB |
| Einselthum      | Albisheim       | 418     | Kurpfalz, Alzey            | Einselthum         | KIB |
| Gauersheim      | Gauersheim      | 488     | Freiherr von Wallbrunn     | Gauersheim         | KIB |
| Gerbach         | Gerbach         | 388     | Grafschaft Falkenstein     | Gerbach            | KIB |
| Ilbesheim       | Ilbesheim       | 470     | Grafschaft Falkenstein     | Ilbesheim          | KIB |
| Jakobsweiler    | Dannenfels      | 213     | Grafschaft Falkenstein     | Jakobsweiler       | KIB |
| Kirchheimboland | Kirchheimboland | 2.145   | Nassau-Weilburg, Kirchheim | Kirchheimbolanden  | KIB |
| Kriegsfeld      | Kriegsfeld      | 826     | Kurpfalz, Alzey            | Kriegsfeld         | KIB |
| Marnheim        | Marnheim        | 785     | Nassau-Weilburg, Kirchheim | Marnheim           | KIB |
| Mauchenheim     | Mauchenheim     | 562     | Kurpfalz, Alzey            | Mauchenheim        | AZ  |
| Morschheim      | Morschheim      | 480     | Nassau-Weilburg, Kirchheim | Morschheim         | KIB |
| Mörsfeld        | Mörsfeld        | 349     | Kurpfalz, Alzey            | Mörsfeld           | KIB |
| Oberwiesen      | Orbis           | 338     | Nassau-Weilburg, Kirchheim | Oberwiesen         | KIB |
| Orbis           | Orbis           | 369     | Nassau-Weilburg, Kirchheim | Orbis              | KIB |
| Rittersheim     | Gauersheim      | 158     | Nassau-Weilburg, Kirchheim | Rittersheim        | KIB |
| Ruppertsecken   | Gerbach         | 410     | Kurpfalz, Alzey            | Ruppertsecken      | KIB |
| Sankt Alban     | Gerbach         | 305     | Grafschaft Falkenstein     | Sankt Alban        | KIB |
| Stetten         | Gauersheim      | 419     | Kurpfalz, Alzey            | Stetten            | KIB |

## Geschichte
Vor der Besetzung des Linken Rheinufers im Ersten Koalitionskrieg (1794) gehörten die Ortschaften im 1798 eingerichteten Verwaltungsbezirk des Kantons Kirchheim zum Fürstentum Nassau-Weilburg und zum Kurfürstentum Pfalz, einzelne Orte waren im Besitz kleinerer Herrschaften.
Von der französischen Direktorialregierung wurde 1798 die Verwaltung des Linken Rheinufers nach französischem Vorbild reorganisiert und damit u. a. eine Einteilung in Kantone übernommen. Die Kantone waren zugleich Friedensgerichtsbezirke. Der Kanton Kirchheim gehörte zum Arrondissement Mainz im Departement Donnersberg. Der Kanton gliederte sich in 22 Gemeinden, die von 13 Mairies verwaltet wurden.
Nachdem im Januar 1814 die Alliierten das Linke Rheinufer wieder in Besitz gebracht hatten, wurde im Februar 1814 das Departement Donnersberg und damit auch der Kanton Kirchheim Teil des provisorischen Generalgouvernements Mittelrhein. Nach dem Pariser Frieden vom Mai 1814 wurde dieses Generalgouvernement im Juni 1814 aufgeteilt, das Departement Donnersberg wurde der neu gebildeten Gemeinschaftlichen Landes-Administrations-Kommission zugeordnet, die unter der Verwaltung von Österreich und Bayern stand.

## Bayerischer Kanton Kirchheim (Kirchheimbolanden)
Aufgrund der auf dem Wiener Kongress getroffenen Vereinbarungen kam die Region im Juni 1815 zu Österreich. Die gemeinschaftliche österreichisch-bayerische Verwaltung wurde vorerst beibehalten. Am 14. April 1816 wurde zwischen Österreich und Bayern ein Staatsvertrag geschlossen, in dem ein Austausch verschiedener Staatsgebiete vereinbart wurde. Hierbei wurden die linksrheinischen österreichischen Gebiete zum 1. Mai 1816 an das Königreich Bayern abgetreten.
Der bayerische Kanton Kirchheim gehörte im neu geschaffenen Rheinkreis zur Kreisdirektion Kaiserslautern. Nach der Untergliederung des Rheinkreises in Landkommissariate (1818) gehörte der Kanton Kirchheim zum Landkommissariat Kirchheim.
Die Gemeinden Gerbach, Ruppertsecken und Sankt Alban wurden 1817 an den Kanton Rockenhausen abgegeben.
Zum bayerischen Kanton Kirchheim gehörten nach 1817 insgesamt 19 Gemeinden (Ortsnamen laut Amtsblatt 1817):
| - Albisheim - Bennhausen - Bischheim - Bolanden - Dannenfels - Einselthum - Gauersheim | - Ilbesheim - Jakobsweiler - Kirchheim-Bolanden - Kriegsfeld - Marnheim - Mauchenheim - Morschheim | - Mörsfeld - Oberwiesen - Orbis - Rittersheim - Stetten |

In einer 1836 erstellten Statistik wurden im Kanton Kirchheimbolanden 14.612 Einwohner gezählt, davon waren 2.796 Katholiken, 11.035 Protestanten, 314 Mennoniten und 467 Juden.
Im Jahr 1852 wurde der Kanton Kirchheimbolanden, so wie alle Kantone in der Pfalz, in eine Distriktsgemeinde umgewandelt.